# Rangraz Kolā
Rangraz Kolā (persiska: رَنگريز كُلا, رِنگرَز كَلا, Rangrīz Kolā, رنگرز كلا) är en ort i Iran.   Den ligger i provinsen Mazandaran, i den norra delen av landet, 150 km nordost om huvudstaden Teheran. Rangraz Kolā ligger 86 meter över havet och antalet invånare är 513.
Terrängen runt Rangraz Kolā är platt åt nordväst, men åt sydost är den kuperad.Runt Rangraz Kolā är det ganska glesbefolkat, med 34 invånare per kvadratkilometer. Närmaste större samhälle är Babol, 19,0 km nordväst om Rangraz Kolā. I omgivningarna runt Rangraz Kolā växer huvudsakligen savannskog.